# 宋晨光
宋晨光（1952年12月—），男，江西高安人，中华人民共和国政治人物。中国政法大学研究生毕业，在职研究生学历。曾任江西省政协副主席、省委统战部部长。

## 生平
宋晨光早年参加中国人民解放军，1969年至1989年，在部队服役，曾任团政委、师政治部副主任。1989年至1994年，在江西省政府办公厅工作。1994年，担任江西省人民政府法制局副局长。随后历任江西省建设厅副厅长，厅长。2002年，担任宜春市市长，次年1月任中共宜春市委书记。2008年1月，升任江西省政协副主席，同年4月任中共江西省委统战部部长。
2008年，当选第十一届全国政协委员，代表特别邀请人士，分入第五十七组。
2010年7月，中纪委有关负责人证实，宋晨光涉嫌严重违纪，正在接受组织调查。同月19日，据中央组织部有关负责人证实，中央已决定免去其领导职务，现正在按程序办理。经查，宋晨光利用职务上的便利为他人谋取利益，收受巨额钱物；生活腐化。山东省泰安市中级人民法院于2012年4月11日一审公开开庭审理了宋晨光受贿案。同月27日作出一审判决，认定宋晨光犯受贿罪，判处死刑，缓期二年执行，剥夺政治权利终身，没收个人全部财产。